# Limonia infausta
Limonia infausta är en tvåvingeart som beskrevs av Alexander 1930. Limonia infausta ingår i släktet Limonia och familjen småharkrankar. Inga underarter finns listade i Catalogue of Life.